# III Puchar Gordona Bennetta (balonowy)
III Puchar Gordona Bennetta – zawody balonów wolnych o Puchar Gordona Bennetta, które rozpoczęły się 11 października 1908 roku w Berlinie.

## Uczestnicy
Wyniki zawodów.
| Zajęte miejsce | Nazwa balonu       | Załoga pilot pomocnik pilota                  | Kraj                 | Czas lotu [h] | Odległość [w km] | Miejsce lądowania                  |
| -------------- | ------------------ | --------------------------------------------- | -------------------- | ------------- | ---------------- | ---------------------------------- |
| 1.             | Helvetia           | Theodor Schaeck Emil Messner                  | Szwajcaria           | 73:01         | 1190,00          | Bergset (Norwegia)                 |
| 2.             | Banshee            | John Dunville C. F. Pollock                   | Wielka Brytania      | 36:53         | 428,75           | Hridding, Hadersleben (Niemcy)     |
| 3.             | Belgica            | Georges Geerts Maurice Peeters                | Belgia               | 34:34         | 413,00           | Wiegboldsburg, Aurich (Niemcy)     |
| 4.             | Condor II          | Jaques Faure Émile Dubonnet                   | Francja              | 36:16         | 379,00           | Laurup, Tondern (Dania)            |
| 5.             | Brise d'Automne    | Emile Carton Marcel Barateaux                 | Francja              | 37:12         | 361,75           | Garding, Garlstedt (Niemcy)        |
| 6.             | Ile-de-France      | Alfred Leblanc J. Delebecque                  | Francja              | 34:18         | 361,25           | Garding Railway station (Niemcy)   |
| 7.             | Actos              | Ettore Cianetti Giovanni Pastini              | Włochy               | 30:59         | 348,00           | Osternburg, Oldenburg (Niemcy)     |
| 8.             | Cognac             | Victor de Beauclair H. Biehly                 | Szwajcaria           | 29:24         | 347,64           | Kappel-Neufelde, Lehe (Niemcy)     |
| 9.             | Berlin             | Oskar Erbslöh Josef Sticker                   | Cesarstwo Niemieckie | 33:34         | 347,50           | Kappel-Neufelde, Lehe (Niemcy)     |
| 10.            | Düsseldorf         | Hugo Wilhelm von Abercron Stach von Goltzheim | Cesarstwo Niemieckie | 30:24         | 341,00           | Mulsum (Niemcy)                    |
| 11.            | Ruwenzori          | Celestino Usuelli Mario Borsalino             | Włochy               | 29:25         | 334,00           | Sandstedt, Oldenburg (Niemcy)      |
| 12.            | L'Utopie           | Leon de Broukere Georges van den Bussche      | Belgia               | 29:09         | 333,00           | Edendorf, North-Sea-Coast (Niemcy) |
| 13.            | Valencia           | Alfredo Kindelan y Duani M. de la Horga       | Hiszpania            | 28:12         | 310,00           | Bremen-Parade ground (Niemcy)      |
| 14.            | Bassiliola         | Romeo Frassinetti Guiseppe Cobianchi          | Włochy               | 22:30         | 293,00           | Nord-Zeven, Bremervörde (Niemcy)   |
| 15.            | Britannia          | Griffith Brewer Franc K. McClean              | Wielka Brytania      | 29:01         | 275,00           | Ahausen, Hannover (Niemcy)         |
| 16.            | America II         | James C. McCoy Fogmann                        | Stany Zjednoczone    | 31:58         | 205,50           | Hohen-Wieschendorf (Niemcy)        |
| 17.            | Montana            | Emilio Herrera y Sotolongo                    | Hiszpania            | 30:43         | 121,50           | Meitzendorf, Saxony (Niemcy)       |
| 18.            | Zephyr             | A. K. Huntingdon Claude Brabazon              | Wielka Brytania      | 20:10         | 118,00           | Schricke (Niemcy)                  |
| 19.            | Ville de Bruxelles | Alphonse Everarts Fernand Jacobs              | Belgia               | 38:10         | 52,50            | Golzow, Zauch (Niemcy)             |
| -              | Busley             | Victor Niemeyer Hans Hidemann                 | Cesarstwo Niemieckie | 37:49         | -                | Morze Północne                     |
| -              | Castilia           | Juan Montojo José Romero de Vejade            | Hiszpania            | 38:00         | -                | Morze Północne                     |
| -              | Saint Louis        | Nason Henry Arnold Harry J. Hewart            | Stany Zjednoczone    | 30:00         | -                | Morze Północne                     |
| -              | Conqueror          | A. Holland Forbes Augustus Post               | Stany Zjednoczone    | 00:05         | -                | Berlin (Niemcy)                    |